# Gonomyia arajuno
Gonomyia arajuno är en tvåvingeart som beskrevs av Alexander 1946. Gonomyia arajuno ingår i släktet Gonomyia och familjen småharkrankar.
Artens utbredningsområde är Ecuador. Inga underarter finns listade i Catalogue of Life.